# Hiroki Nakata
Hiroki Nakata (中田 宏樹, Nakata Hiroki), né le 20 octobre 1964 à Musashino (Tokyo) et mort le 7 février 2023 à Tokyo, est un joueur de shōgi professionnel japonais qui a atteint le rang de huitième dan.

## Professionnel du shogi
En août 2008, Nakata a battu Yoshinori Satō pour devenir le 36e professionnel à remporter 600 matchs officiels.

### Historique des promotions
L'historique des promotions de Nakata est le suivant :
- 6-kyū : 1976
- 1-dan : 1980
- 4-dan : 28 novembre 1985
- 5-dan : 16 décembre 1988
- 6-dan : 6 avril 1992
- 7-dan : 11 novembre 1997
- 8-dan : 27 janvier 2006

### Titres et autres championnats
Nakata a fait une apparition dans un match pour le titre majeur. Il était le challenger pour le 32e titre Ōi en 1991 contre Kōji Tanigawa, mais sans succès,. Il a cependant remporté deux championnats non majeurs au cours de sa carrière. Il a remporté le 12e All Star Kachinuki-sen (1989) et le 18e All Star Kachinuki-sen (1997 - 1998).

### Récompenses et honneurs
Nakata a reçu un certain nombre de prix et de distinctions tout au long de sa carrière pour ses réalisations au sein et en dehors du conseil de shogi. Il s'agit notamment des récompenses décernées chaque année par la JSA pour la performance dans les jeux officiels ainsi que d'autres récompenses JSA pour les réalisations professionnelles, et des récompenses reçues d'organisations gouvernementales, etc. pour les contributions apportées à la société japonaise,.

#### Récompenses annuelles de shogi
- 14e récompense annuelle (avril 1986 - Mars 1987) : meilleur pourcentage de gains
- 18e récompense annuelle (avril 1994 - Mars 1995) : le plus grand nombre de matchs consécutifs remportés
- 19e récompense annuelle (avril 1995 - Mars 1996) : le plus grand nombre de matchs consécutifs remportés, meilleur nouveau joueur

#### Autres récompenses
- 2008 : prix d'honneur de shogi (décerné par la JSA en reconnaissance d'avoir remporté 600 matchs officiels en tant que professionnel)
- 2010 : récompense de 25 ans de service (décerné par la JSA en reconnaissance d'être un professionnel actif depuis vingt-cinq ans)

## Décès
Nakata est décédé le 7 février 2023, à l'âge de 58 ans.